# Biblijny Ogród Botaniczny Seinan Gakuin University
Biblijny Ogród Botaniczny Seinan Gakuin University (jap. 西南学院大学聖書植物園 Seinan Gakuin Daigaku Seisho Shokubutsuen) – ogród biblijny znajdujący się na terenie kampusu Uniwersytetu Seinan Gakuin w mieście Fukuoka w Japonii. W ogrodzie znajduje się ok. 80 roślin wymienionych w Biblii.